# Pantorhaestes assiduus
Pantorhaestes assiduus är en stekelart som först beskrevs av Cresson 1868.  Pantorhaestes assiduus ingår i släktet Pantorhaestes och familjen brokparasitsteklar. Utöver nominatformen finns också underarten P. a. excavatus.